# Gateway Plaza
Le Gateway Plaza (1 Macquarie Place) est un gratte-ciel de 164 mètres de hauteur construit à Sydney en Australie de 1988 à 1989.
Il abrite des bureaux sur 46 étages.
L'architecte est l'agence Peddle Thorp & Walker Pty. Ltd et l'agence Kann Finch & Partners Pty Ltd.
L'immeuble a coûté 165 millions de $.